# Actinocephalus aggregatus
Actinocephalus aggregatus är en gräsväxtart som beskrevs av F.N.Costa. Actinocephalus aggregatus ingår i släktet Actinocephalus och familjen Eriocaulaceae. Inga underarter finns listade i Catalogue of Life.